# Disa spathulata
Disa spathulata é uma espécie de orquídea terrestre com pequenas flores, pertencente à subtribo Disinae. Apesar de ter sido brevemente classificada em Herschelianthe por alguns anos após 1983, análises moleculares recentes comprovaram seu melhor posicionamento no gênero Disa. Existe uma variedade denominada tripartita.
Esta espécie é originária da província do Cabo Setentrional, na África do Sul. Trata-se de planta delicada, com aparência gramínea, de poucas folhas macias, com inflorescências de poucas flores, geralmente azuladas, com pétalas falcadas e labelo ovalado.